# Czepino (przystanek kolejowy)
Czepino – przystanek kolejowy w Czepinie, w województwie zachodniopomorskim, w Polsce. Stacja wyremontowana w roku 2024 na potrzeby Szczecińskiej Kolei Metropolitarnej.

## Ruch pasażerski
| Rok  | Wymiana pasażerska na dobę |
| ---- | -------------------------- |
| 2017 | 20-49                      |
| 2022 | 50-99                      |